# Johann Zoffany
Johan Joseph Zoffany, född Johannes Josephus Zaufallij den 13 mars 1733 i Frankfurt am Main, död 11 november 1810 i London, var en tysk-brittisk konstnär och neoklassisk målare.
Zoffany föddes i Tyskland, studerade i Italien och arbetade från 1761 främst i England. Han fick sitt genombrott i England med motiv från teatern, till exempel med skådespelaren David Garrick i olika roller, och så kallade konversationsstycken. Han var med och grundade Royal Academy of Arts 1768 och skickades till Florens 1772 på initiativ av George III. Där målade han sin mest berömda målning, Tribuna i Uffizierna (1772–1778), en interiör från konstmuseet Uffizierna. Senare bosatte sig Zoffany i Indien, där han 1783–1789 målade åtskilliga porträtt. 

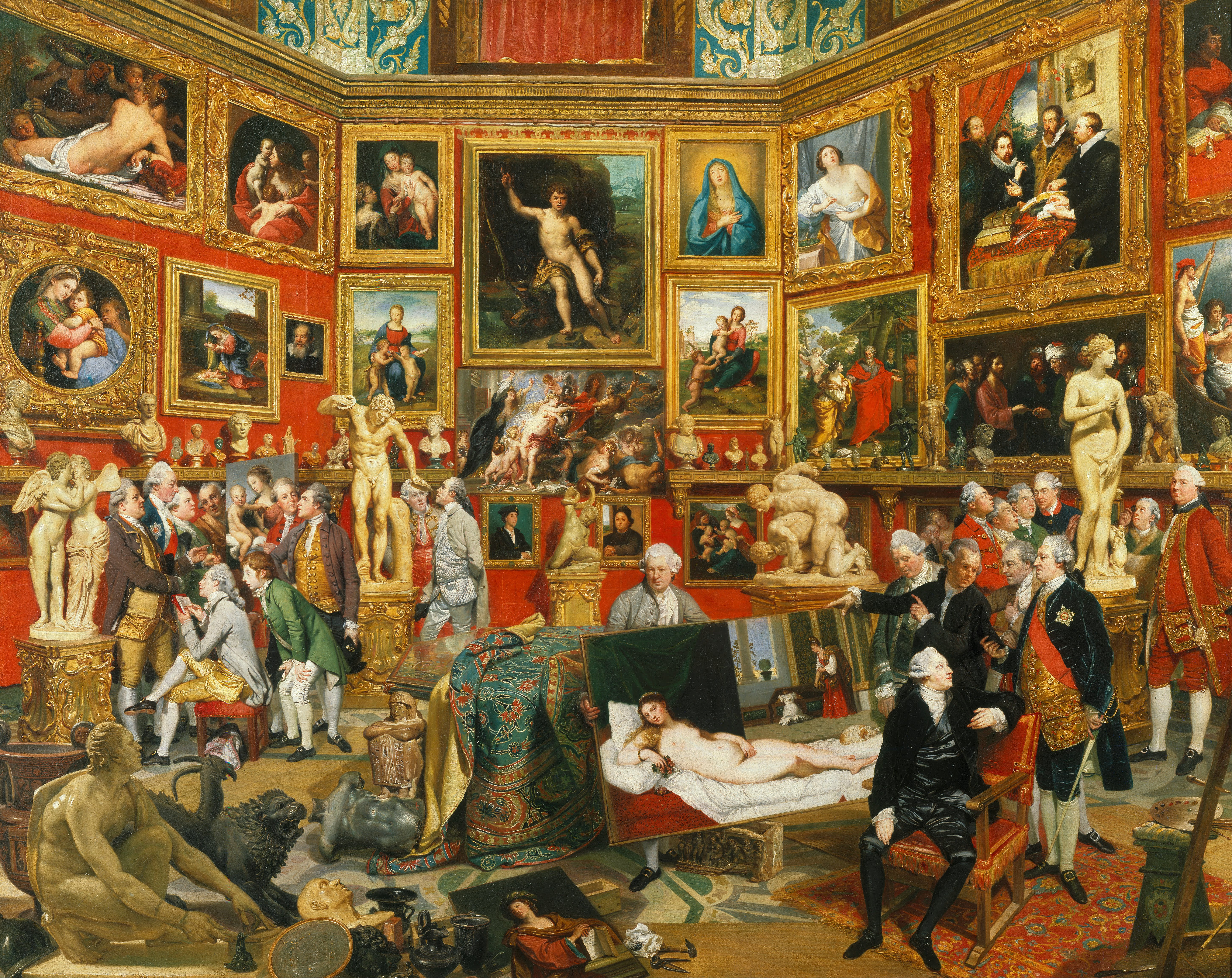
Tribuna i Uffizierna (1772–1778) är utställd på Windsor Castle.